# 10666 Feldberg
A 10666 Feldberg (ideiglenes jelöléssel 4171 T-3) a Naprendszer kisbolygóövében található aszteroida. Cornelis Johannes van Houten,  Ingrid van Houten-Groeneveld és Tom Gehrels fedezte fel 1977. október 16-án.